# Hoofdkanaal (Oldambt)

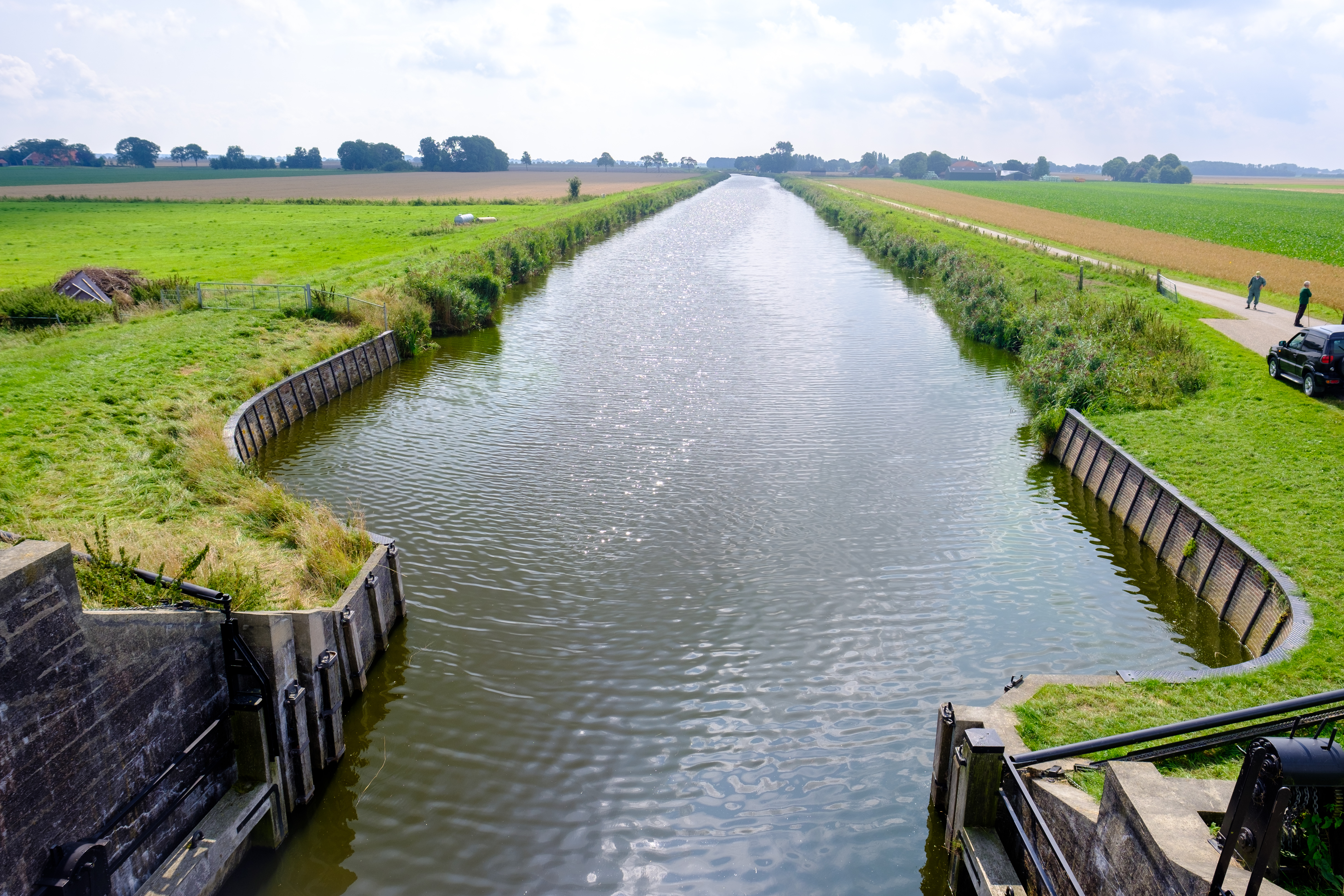
Het Hoofdkanaal gezien vanaf de Grote Slapersluis naar de Reiderwolderpolder

Het Hoofdkanaal is een afwateringskanaal in de gemeente Oldambt in het oosten van de Nederlandse provincie Groningen. Het loopt van het gekanaliseerde riviertje de Tjamme via het Boezemkanaal naar Nieuwe Statenzijl, waar het in de Dollard uitmondt. Het is belangrijkste afwateringskanaal voor het gebied ten noorden van de Westerwoldse Aa.
Het Hoofdkanaal is omstreeks 1974 aangelegd door het waterschap Reiderzijlvest ter vervanging van het Beertsterdiep en het Bellingwolderzijldiep. Het kanaal doorkruist de voormalige waterschappen De Vledder en Finsterwolderhamrik, daarna de Reiderwolderpolder (eerste afdeling), waarna het via de Grote Slapersluis (vroeger Reidersluis of Binnenzeesluis genoemd) uitstroomt in het Boezemkanaal, dat van west naar oost door de Carel Coenraadpolder loopt.
Over het kanaal liggen twee autobruggen (bij de Weg Finsterwolderhamrik en Reiderwolderpolder) en een voetgangersbrug (over de Grote Slapersluis). Ter hoogte van de voormalige Bellingworderzijl werd in 1974 het poldergemaal Hongerige Wolf gebouwd, destijds het grootste poldergemaal van Groningen en het eerste gemaal dat op aardgas draaide. Later werd de aandrijving elektrisch. De Grote Slapersluis is aangewezen als rijksmonument en in 2012 gerestaureerd.

## Geschiedenis

### Voorgeschiedenis
Voor de aanleg van het kanaal verliep de afwatering via twee afwateringskanalen die beiden spuiden op de Dollard ter plekke van Hongerige Wolf (bij de Ganzedijk, Egyptische Dijk of Egypterdijk):
- het Beer(t)sterdiep of Beer(t)sterzijldiep, gegraven in 1636 voor het  Vierkarspelenzijlvest met Finsterwolde en tot 1686 ook Bellingwolde. Dit kanaal spuide via de Beer(t)sterzijl of Finsterwolderzijl op de buitendijkse wadpriel Beertstermude.
- het Buiskooldiep en het Bellingwolderzijldiep, gegraven in 1657 voor het Bellingwolderzijlvest. Dit kanaal spuide eerst ook via de Beertsterzijl, maar nadat deze in 1686 was weggespoeld werd deze in 1704 omgeleid naar de (nieuwe) Bellingwolderzijl, ten oosten van de Beersterzijl. Dit diep liep buitendijks verder als de Bellingwoldermude. Op de Bellingwolderzijl werd ook de Buiten-Tjamme ingelaten.

Kort na 1704 werden beide zijlen versterkt met een retranchement: een batterij bij de Beertsterzijl en een hoornwerk aan beide zijden van de dijk.

### Aanleg
In 1862 werd de 1e afdeling van de Reiderwolderpolder ingedijkt aan noordwestzijde van de voorgenoemde sluizen. Bij de aanleg van deze nieuwe polder werd de Beersterzijl opgeheven en werd aan zeezijde van de Reiderwolderpolder de nieuwe Beersterzijl of Reiderlanderbuitensluis gebouwd. Het Hoofdkanaal (oorspronkelijk onder de naam Bellingwolderzijldiep of Beersterdiep) werd in het verlengde van het Bellingwolderzijldiep doorgegraven tot aan de nieuwe sluis. Het Beersterdiep werd hierop binnendijks aangesloten. Buitendijks stroomde het hoofdkanaal verder als door een nieuw gegraven tracé van de Beertstermude naar het Groote Gat van de Dollard.

### Boezemkanaal
Met de aanleg van de Carel Coenraadpolder in 1924 werd de Beertstermude (ook gespeld als Beerster Mude) vervangen door het nieuwe Boezemkanaal, dat langs de zuidrand van de Carel Coenraadpolder oostwaarts naar de nieuwe Buitenzeesluis liep. Deze sluis stroomde via de Nieuwe Buitengeul van Reiderland uit in de Buiten-A en het Schanskerdiep. De Bellingwolderzijl werd in 1925 vervangen door de Beertstersluis of Binnenzeesluis (tegenwoordig Grote Slapersluis genoemd). De Beertstermude werd omgevormd tot een tochtsloot, genaamd Oude Mude, die eindigt bij de zeedijk bij het Ambonezenbosje.

### Dollardkanaal
In de jaren 1960 bestonden er plannen voor een nieuw buitendijks Dollardkanaal met bijbehorende nieuwe polders. Deze plannen werden echter door toedoen van vooral de Waddenvereniging geblokkeerd. In het kader van de dijkversterking werd het Boezemkanaal omstreeks 1992 doorgetrokken in de richting van de vernieuwde Nieuwe Statenzijl, waardoor de Buitenzeesluis kwam te vervallen. 
In het kader van de Ruilverkaveling Beerta kwamen het Beertsterdiep grotendeels en het Buiskooldiep helemaal te vervallen. Het nieuwe Hoofdkanaal ligt verder oostelijk en sluit aan op de voormalige loop van de Tjamme.

## Zie ook

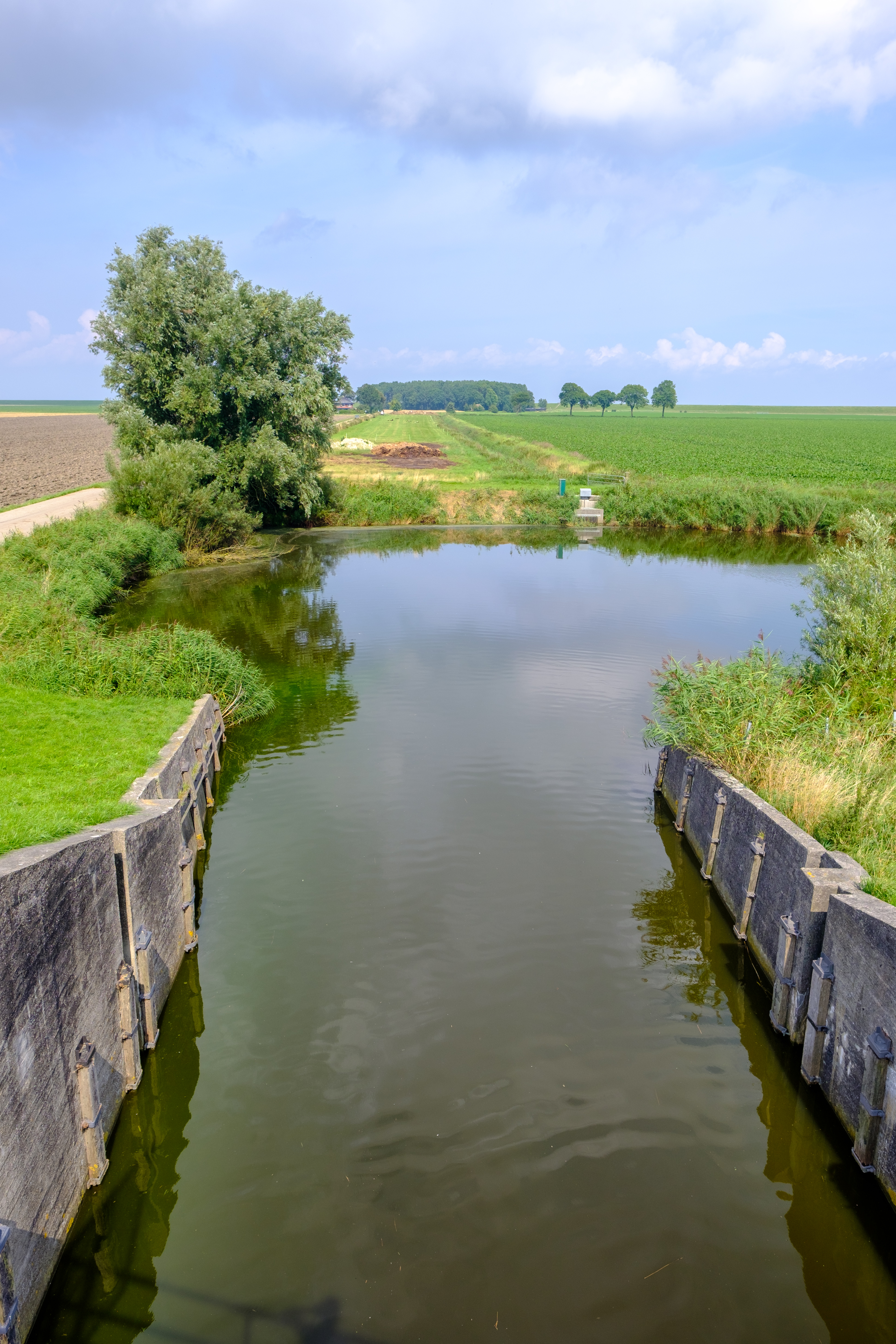
De overgang van het Hoofdkanaal naar het Boezemkanaal gezien vanaf de Grote Slapersluis richting de Carel Coenraadpolder. Het Hoofdkanaal liep hier vroeger rechtdoor als de Beerster Mude (later Oude Mude) naar de Dollard
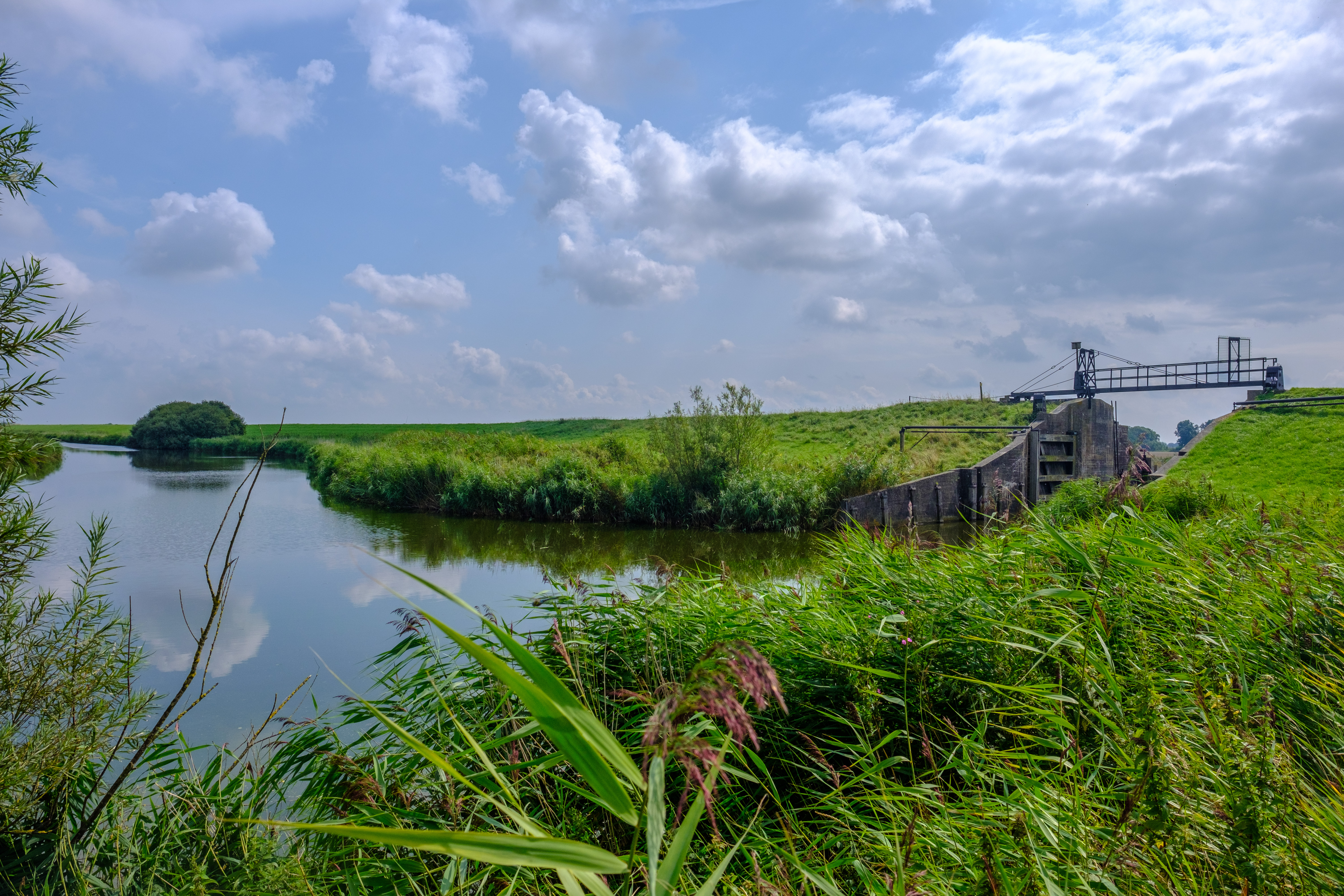
Overgang van het Hoofdkanaal (achter) naar het Boezemkanaal (links) net buiten de Grote Slapersluis
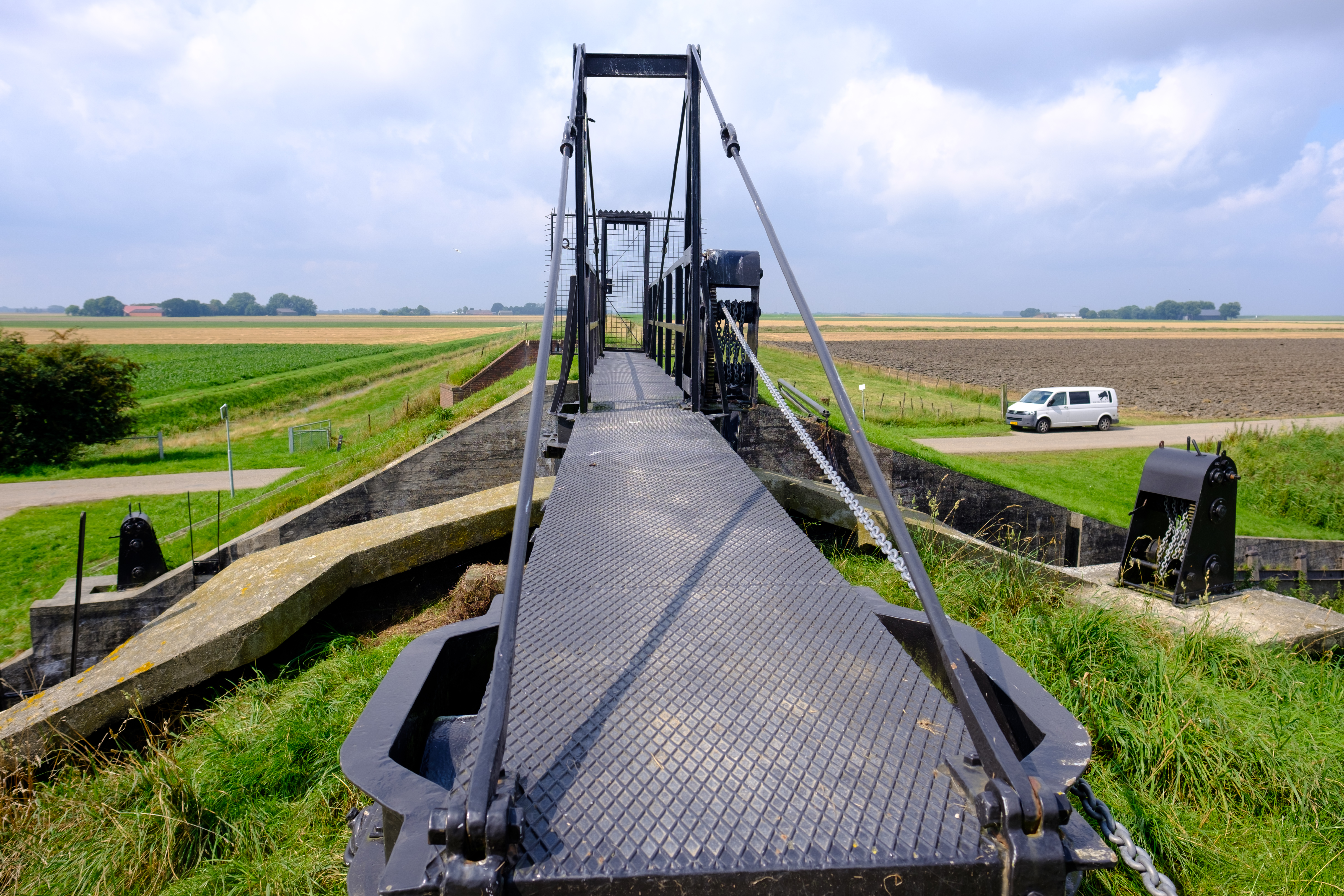
Rolbrug over de Grote Slapersluis